# Otto Lachmayer
Otto Lachmayer (* 8. Juli 1896 in Lemberg, Österreich-Ungarn; † 1988 in Wien) war ein österreichischer Oberlandesgerichtspräsident.

## Leben
Otto Lachmayer wurde als Sohn eines ehemaligen Offiziers und späteren Beamten in Lemberg geboren und beendete den Besuch eines humanistischen Gymnasiums 1914 mit der Matura. Als Kriegsfreiwilliger wurde er schwer verwundet und als Leutnant u. a. mit dem Orden Eiserne Krone 3. Klasse ausgezeichnet. Nach dem Studium an der Universität Graz folgten 1920 die Promotion und der Eintritt in den Justizdienst.
1938, nach dem Anschluss Österreichs, wurde der Staatsanwalt Lachmayer politisch verfolgt, von der Gestapo verhaftet und unter Aberkennung aller Ansprüche aus dem Dienstverhältnis entlassen. 1941 wurde er zur Wehrmacht eingezogen und nach Kriegsende in Wien von sowjetischen Soldaten verhaftet und von einem Gericht des MWD wegen „Kollaboration mit der Welt-Bourgoisie zum Nachteile des Weltproletariats“ zu 25 Jahren „Arbeits- und Verbesserungslager“ verurteilt. 1955, 10 Jahre später, wurde er nach dem Österreichischen Staatsvertrag mit den Besatzungsmächten entlassen.
Nach verschiedenen Stationen in der Justiz wurde er 1957 Vizepräsident des Oberlandesgerichts Wien und von 1958 bis zum Eintritt in den Ruhestand Anfang 1977 Präsident des Oberlandesgerichts Graz. Von der Gründung der Österreichischen Juristenkommission an im Jahre 1963 bis Ende 1975 war Otto Lachmayer deren Präsident.

## Ehrung
- Grundrechtsschutz des Eigentums. Seine Grenzen und Beschränkungen im öffentlichen Interesse. (= Deutsche Sektion der Internationalen Juristen-Kommission (Hrsg.): Rechtsstaat in der Bewährung. Band 4), Publikation der Österreichischen Juristenkommission zu Ehren von Otto Lachmayer mit Beiträgen von Hans Spanner, Peter Pernthaler und Helmut Ridder, C. F Müller, Heidelberg, Karlsruhe 1977, ISBN 3-8114-2977-9.